# Симантовский, Олег
Олег В. Симантовский (род. 1938 год, СССР) — советский фигурист, серебряный призёр чемпионатов СССР (1954—1956, 1960 и 1961 годов) в одиночном катании. Мастер спорта СССР (1954). Выступал за спортивное общество «Наука» (Москва), позднее за «Буревестник» (Москва).

## Результаты
| Соревнования/Сезоны | 1954 | 1955 | 1956 | 1957 | 1958 | 1959 | 1960 | 1961 |
| ------------------- | ---- | ---- | ---- | ---- | ---- | ---- | ---- | ---- |
| Чемпионаты Европы   |      |      |      | 11   |      |      |      |      |
| Чемпионаты СССР     | 2    | 2    | 2    | 3    |      | 3    | 2    | 2    |